# Waxiella berliniae
Waxiella berliniae är en insektsart som först beskrevs av Hall 1931.  Waxiella berliniae ingår i släktet Waxiella och familjen skålsköldlöss. Inga underarter finns listade i Catalogue of Life.